# Spectre de dommages par fatigue
 (mai 2023).
La mise en forme du texte ne suit pas les recommandations de Wikipédia : il faut le « wikifier ».
Les points d'amélioration suivants sont les cas les plus fréquents :
- Les titres sont pré-formatés par le logiciel. Ils ne sont ni en capitales, ni en gras.
- Le texte ne doit pas être écrit en capitales (les noms de famille non plus), ni en gras, ni en italique, ni en « petit »…
- Le gras n'est utilisé que pour surligner le titre de l'article dans l'introduction, une seule fois.
- L'italique est rarement utilisé : mots en langue étrangère, titres d'œuvres, noms de bateaux, etc.
- Les citations ne sont pas en italique mais en corps de texte normal. Elles sont entourées par des guillemets français : « et ».
- Les listes à puces sont à éviter, des paragraphes rédigés étant largement préférés. Les tableaux sont à réserver à la présentation de données structurées (résultats, etc.).
- Les appels de note de bas de page (petits chiffres en exposant, introduits par l'outil «  Source ») sont à placer entre la fin de phrase et le point final[comme ça].
- Les liens internes (vers d'autres articles de Wikipédia) sont à choisir avec parcimonie. Créez des liens vers des articles approfondissant le sujet. Les termes génériques sans rapport avec le sujet sont à éviter, ainsi que les répétitions de liens vers un même terme.
- Les liens externes sont à placer uniquement dans une section « Liens externes », à la fin de l'article. Ces liens sont à choisir avec parcimonie suivant les règles définies. Si un lien sert de source à l'article, son insertion dans le texte est à faire par les notes de bas de page.
- La présentation des références doit suivre les conventions bibliographiques. Il est recommandé d'utiliser les modèles {{Ouvrage}}, {{Chapitre}}, {{Article}}, {{Lien web}} et/ou {{Bibliographie}}. Le mode d'édition visuel peut mettre en forme automatiquement les références.
- Insérer une infobox (cadre d'informations à droite) n'est pas obligatoire pour parachever la mise en page.

Pour une aide détaillée, merci de consulter Aide:Wikification.
Si vous pensez que ces points ont été résolus, vous pouvez retirer ce bandeau et améliorer la mise en forme d'un autre article.
 (mai 2023).
Un Spectre de Dommages par Fatigue (SDF) est un outil permettant de quantifier la sévérité d'une vibration aléatoire en terme d'endommagement potentiel dû au phénomène de fatigue. Il est obtenu en évaluant l'endommagement causé par la-dite vibration aléatoire sur un système oscillant à un degré de liberté (ou système 1DDL) en fonction de sa fréquence propre et pour un amortissement donné. Ce spectre est analogue au Spectre de Réponse Extrême (SRE) qui renseigne quant-à-lui sur l'amplitude maximale la plus probable d'être observée sur la réponse en accélération qu'un système 1DDL plutôt que sur l'endommagement.
L'origine du concept du SDF découle de la nécessité de mesurer l'impact d'un chargement vibratoire sur une structure même lorsque les propriétés de cette dernière ne sont pas connues. En effet, l'analyse classique de la durée de vie d'une structure et l'étude de son comportement sous chargement nécessitent des informations précises sur ses caractéristiques. Cependant, il arrive que ces informations soient indisponibles : par exemple, lorsqu'une structure est en cours de conception et que ses propriétés peuvent encore évoluer, lorsqu'aucun essai de caractérisation n'a été réalisé, ou encore lorsque des incertitudes existent sur les données disponibles.
Le SDF offre ainsi une solution pour estimer l'impact des vibrations même en l'absence de connaissances précises sur la structure, ou lorsqu'elle comprend différents sous-ensembles avec des fréquences propres variées mais soumis à un même chargement. En permettant une évaluation sur une large gamme de fréquences propres, le SDF s'avère particulièrement utile lorsque la fréquence propre d'une structure est incertaine ou changeante. Ainsi, cet outil offre une méthode efficace pour anticiper l'endommagement potentiel sans dépendre des détails spécifiques de la structure analysée.
En conséquence, les études utilisant le Spectre de Dommages par Fatigue (SDF) se déroulent dans un contexte différent et complémentaire de celui des calculs de durée de vie traditionnels. Elles sont généralement réalisées lors des phases de pré-dimensionnement ou de recherche et développement (R&D), lorsque les propriétés de la structure ne sont pas encore connues ou entièrement définies. À l'inverse, les calculs de durée de vie sont effectués lorsque la structure est définie, ses caractéristiques étant connues et stables, ce qui se produit généralement en fin de processus de conception. Ainsi, l'utilisation du SDF permet d'anticiper et de mesurer l'impact potentiel des vibrations à un stade précoce du développement, sans nécessiter de détails spécifiques sur la structure. 
Toutefois, l'absence de prise en compte de l'intégralité des données structurelles entraîne inévitablement des approximations, ce qui introduit des incertitudes dans les résultats obtenus lors de la construction des SDF. En conséquence, les endommagements calculés à l'aide des SDF ne sont généralement pas utilisés de manière absolue, mais plutôt de façon relative, permettant la comparaison entre des endommagements calculés selon la même méthodologie et donc soumis aux mêmes biais. Le SDF est ainsi particulièrement utile pour évaluer et comparer la sévérité des vibrations, identifier les points faibles dans les structures mécaniques, et établir des spécifications pour les essais vibratoires,.

## Construction d'un spectre de dommages par fatigue
Un spectre de dommages par fatigue peut se construire de manières différentes, soit dans le domaine temporel (c'est-à-dire en en faisant appel à des fonctions du temps), soit dans le domaine fréquentiel,. Ce dernier est souvent privilégié au domaine temporel car il permet des temps de calcul bien plus faibles,. Il n'est néanmoins compatible qu'avec un certain type de vibrations tandis que la méthode temporelle est universelle.

### Domaine fréquentiel
La construction d'un Spectre de Dommages par Fatigue ne peut se faire que si le signal étudié est stationnaire et gaussien ,. La propriété de stationnarité implique que les propriétés statistiques de la vibration, telles que sa valeur moyenne, sa valeur efficace ou encore ses moments statistiques doivent être indépendant du temps. Dans le cas contraire, sa distribution fréquentielle serait variable et le SDF associé à la vibration ne serait valable qu'à un instant donné. Pour qu'un signal soit gaussien, la distribution statistique de ses extrema doivent suivre une loi gaussienne, c'est-à-dire une loi normale de valeur moyenne nulle.
Sous ces hypothèses, il est possible de calculer la Densité Spectrale de Puissance (DSP) de la vibration étudiée. C'est sous cette forme que la vibration est analysée dans le domaine fréquentiel,.

#### Réponse efficace d'un système 1DDL
Considérons un système oscillant à un degré de liberté. Dans le domaine fréquentiel, la réponse relative en déplacement de ce système est liée à l'accélération d'excitation par une fonction de transfert de module:
{\displaystyle |H(f)|={\dfrac {1}{4.\pi ^{2}.f_{0}^{2}}}.{\dfrac {1}{\sqrt {4.\xi ^{2}.(f/f_{0})^{2}+(1-f/f_{0})^{2}}}}}

Où {\displaystyle f} est la fréquence d'étude, {\displaystyle f_{0}} la fréquence propre du système, et {\displaystyle \xi } son amortissement.
La Densité Spectrale de Puissance (DSP) de la réponse relative du système, notée {\displaystyle \Phi _{r}} peut alors s'exprimer à partir de la fonction de transfert {\displaystyle H} et de la DSP d'excitation {\displaystyle \Phi _{e}} , c'est-à-dire la vibration étudiée:
{\displaystyle \Phi _{r}=|H|^{2}.\Phi _{e}}
La valeur efficace {\displaystyle z_{eff}} de la DSP de réponse du système peut ensuite être estimée:
{\displaystyle z_{eff}={\sqrt {\int _{0}^{+\infty }\Phi _{r}(f)\ \mathrm {d} f}}}

#### Calcul d'endommagement
Bien qu'il existe plusieurs formulations de l'endommagement, la plus utilisée pour la construction des SDF est la formulation dite d'approximation bande étroite. L'utilisation de cette formulation ne peut néanmoins se faire que sous les hypothèses d'un système linéaire travaillant dans le domaine élastique. Par ailleurs, la formulation bande étroite fait appel à la loi de cumul linéaire des dommages de Palmgren-Miner et la loi de Basquin pour modéliser la courbe d'endurance du matériau. On a alors:
{\displaystyle D=n_{0}^{+}.T.{\dfrac {K^{b}}{C}}.({\sqrt {2}}.z_{eff})^{b}.\Gamma {\big (}1+{\dfrac {b}{2}}{\big )}}
Avec {\displaystyle T} le temps de sollicitation, {\displaystyle K} le coefficient élastique déplacement / contrainte, {\displaystyle b} et {\displaystyle C} les paramètres de Basquin (respectivement l'exposant et la constante), {\displaystyle \Gamma } la fonction Gamma et {\displaystyle n_{0}^{+}} la fréquence de franchissement du zéro par pente positive, aussi appelé fréquence centrale:
{\displaystyle n_{0}^{+}={\dfrac {1}{2.\pi }}.{\sqrt {\dfrac {m_{2}(\Phi _{r})}{m_{0}(\Phi _{r})}}}}

où {\displaystyle m_{0}} et {\displaystyle m_{2}} sont respectivement les moments spectraux d'ordre 0 et 2 de la DSP de réponse {\displaystyle \Phi _{r}} .
L'expression bande étroite, également appelée "formulation de Rayleigh" du fait de l'utilisation de la loi de distribution éponyme, est celle utilisée par la norme AFNOR NF X50-144 pour exprimer les SDF. Elle présente en effet l'avantage principal d'être conservative quelle que soit la largeur de bande de la sollicitation étudiée. Cela signifie que l'endommagement calculé sera à minima égal sinon plus sévère que l'endommagement réel quel que soit la plage de fréquences de la vibration.
Notons que pour réaliser un Spectre de Dommages par Fatigue, il suffit de calculer l'endommagement {\displaystyle D} pour différentes fréquences propres du système 1DDL.

## Utilisation des spectres de dommages de dommages par fatigue
Un spectre de dommages par fatigue permet de visualiser l'endommagement subi par un système étalon en fonction de sa fréquence propre, pour un chargement vibratoire donné. En calculant les SDF de plusieurs types de chargements appliqués au même système étalon, il devient possible de comparer la sévérité de ces chargements. La sévérité se réfère à la capacité d’un chargement à endommager un système mécanique, c’est-à-dire à réduire sa durée de vie. Un chargement ayant un SDF d'amplitude élevée est plus sévère et entraîne une dégradation plus rapide de la structure par rapport à un chargement présentant un SDF dont l'amplitude est plus faible. Cette comparaison peut être menée pour chaque fréquence propre considérée lors de la construction du SDF, et donc pour une multitude de systèmes mécaniques. Les SDF peuvent donc être utilisés pour atteindre divers objectifs.

### Pré-dimensionnement d'un système mécanique
Une problématique des concepteurs d'un système mécanique et de s'assurer que la structure puisse résister aux environnements vibratoires auxquels elle sera exposée durant son cycle de vie, de sa mise en service à son démantèlement. Toutefois, la résistance d'une structure dépend directement de ses propriétés mécaniques, lesquelles ne sont souvent pas encore connues au stade de la recherche et développement ou lors de la phase de pré-conception. Il est donc indispensable de pouvoir estimer son comportement vis-à-vis du chargement, même en l'absence de données précises sur ses propriétés, afin de guider efficacement sa conception. 
En se basant sur l'environnement auquel la structure sera exposée, il est possible de générer un Spectre de Dommages par Fatigue (SDF) afin de visualiser la distribution de l'endommagement estimé en fonction de la fréquence propre du système étalon. Cette courbe permet d'identifier les fréquences propres susceptibles de causer l'endommagement le plus important ou, au contraire, le plus faible. En conséquence, la conception du système peut être optimisée en veillant à ce que ses fréquences propres s'écartent des valeurs critiques identifiées sur le SDF, tout en s'approchant des fréquences associées à des niveaux d'endommagement plus faibles.

### Élaboration de spécifications d'essais vibratoires
Une structure mécanique est soumise à divers types de chargements mécaniques tout au long de son cycle de vie, comme par exemple la suspension d'un véhicule exposée aux vibrations de routes accidentées ou aux trajets rapides sur autoroute. Pour garantir la résistance de la structure face à ces environnements vibratoires, les concepteurs effectuent des essais de qualification,. Toutefois, le profil de vie complet d'une structure peut être à la fois long et constitué de nombreux types de chargements mécaniques différents. Pour des raisons de coût, de complexité et de délais, ces essais ne sont généralement pas réalisés dans des conditions parfaitement représentatives de la réalité, incluant tous les chargements et les durées d'exposition réelles. À la place, la structure est soumise à un chargement mécanique unique, appelé spécification d'essai, qui synthétise les environnements du cycle de vie et est appliqué sur une durée raccourcie tout en conservant une sévérité équivalente,.
Pour élaborer une spécification d'essai à l'aide du SDF, il est nécessaire d'introduire la notion de SDF de synthèse, qui représente l'endommagement cumulé de la structure sur l'ensemble de son profil de vie. Ce SDF de synthèse est obtenu en combinant les SDF de chaque environnement analysé selon deux configurations :
- Environnements en série : La structure est exposée à ces environnements successivement (comme un colis transporté d'abord par avion puis par camion). Les SDF correspondants sont additionnés conformément à la loi de cumul linéaire des dommages de Palmgren-Miner.
- Environnements en parallèle : La structure est exposée alternativement à l'un ou l'autre environnement (par exemple, un colis transporté soit par bateau soit par avion selon la destination). Dans ce cas, un SDF est calculé en prenant l'endommagement maximal à chaque fréquence propre afin de créer le SDF le plus sévère. Ce SDF est ensuite additionné aux SDF des environnements en série, le cas échéant.

L'élaboration d'une spécification adaptée au profil de vie étudié consiste alors à générer un environnement vibratoire dont le SDF correspond au SDF de synthèse des chargements étudiés. Cela garantit que l'unique environnement généré, appelé spécification, possède une sévérité équivalente à celle des conditions opérationnelles complètes, endommageant ainsi la structure de manière représentative. Comme le calcul d'un SDF prend en compte la durée d'application de la vibration, il est possible de définir la durée d'application de la spécification, et donc de choisir la durée d'essai,. Le SDF de la spécification étant identique au SDF de synthèse, les sévérités restent équivalentes malgré le changement de la durée d'application. Cette méthode permet de réaliser des essais accélérés qui reproduisent fidèlement l'impact des conditions réelles sur la structure.

## Paramètres standardisés
Dans la majorité des cas, les SDF sont utilisés à des fins de comparaisons. Or, pour que la comparaison est un sens, les systèmes 1DDL utilisés pour leur élaboration doivent être identiques. L'AFNOR recommande ainsi des paramètres standardisés et un système 1DDL étalon dont les propriétés sont les suivantes:
- Les coefficients de proportionnalité {\displaystyle K} et {\displaystyle C} sont pris unitaires;
- L'exposant {\displaystyle b} de la loi de Basquin est pris égal à 8 lorsque l'on considère des matériaux métalliques;
- L'amortissement {\displaystyle \xi } est pris égal à 5%;
- La durée d'application {\displaystyle T} est prise unitaire, sauf lors de l'élaboration d'une spécification d'essais. Dans ce cas, elle est conforme aux durées d'exposition de la structure à l'environnement vibratoire.